# حسن علوی
سرتیپ دکتر سید حسن علوی (زاده ۱۲۸۸ خورشیدی) چشم‌پزشک، نطامی، استاد دانشگاه و نماینده مجلس شورای ملی بود.
پدرش سیدباشی علوی از تجار بوشهر و بندرعباس بود. در رشته پزشکی در تهران تحصیل کرد و برای ادامه تحصیل به انگلستان رفت. پس از کسب تخصص در چشم‌پزشکی به ایران بازگشت و در ارتش استخدام شد. در ارتش تا درجه سرتیپی پیش رفت، ریاست بخش چشم‌پزشکی بهداری بانک ملی بود و مطبی هم در میدان فردوسی داشت.
دکتر علوی در سال ۱۳۲۸ به نمایندگی بوشهر به مجلس شورای ملی رفت. در مجلس از در مخالفت با رزم‌آرا درآمد و او را استیضاح کرد. او از هواداران جنبش ملی شدن صنعت نفت بود. بیش از یک دوره نماینده نشد و پس از پایان دوره نمایندگی به تدریس در دانشگاه مشغول بود.